# Вариводе
Вариводе (хорв. Varivode) — населений пункт у Хорватії, у Шибеницько-Книнській жупанії у складі громади Кистанє.

## Населення
Населення за даними перепису 2011 року становило 124 осіб.
Динаміка чисельності населення поселення:

## Клімат
Середня річна температура становить 13,56 °C, середня максимальна – 28,72 °C, а середня мінімальна – -1,13 °C. Середня річна кількість опадів – 862 мм.
| Клімат поселення                              | Клімат поселення | Клімат поселення | Клімат поселення | Клімат поселення | Клімат поселення | Клімат поселення | Клімат поселення | Клімат поселення | Клімат поселення | Клімат поселення | Клімат поселення | Клімат поселення | Клімат поселення |
| Показник                                      | Січ.             | Лют.             | Бер.             | Квіт.            | Трав.            | Черв.            | Лип.             | Серп.            | Вер.             | Жовт.            | Лист.            | Груд.            |                  |
| Середній максимум, °C                         | 10,05            | 10,94            | 13,93            | 17,41            | 22,32            | 26,19            | 28,72            | 28,30            | 23,85            | 19,08            | 13,65            | 10,55            |                  |
| Середня температура, °C                       | 4,46             | 5,34             | 8,33             | 11,82            | 16,73            | 20,60            | 23,95            | 23,53            | 19,05            | 14,30            | 8,87             | 5,76             |                  |
| Середній мінімум, °C                          | −1,13            | −0,24            | 2,75             | 6,23             | 11,15            | 15,01            | 19,16            | 18,74            | 14,27            | 9,50             | 4,10             | 0,98             |                  |
| Норма опадів, мм                              | 72               | 66               | 70               | 76               | 62               | 60               | 37               | 51               | 85               | 92               | 104              | 87               |                  |
| Середньомісячна швидкість вітру, м/с          | 1.94             | 2.13             | 2.37             | 2.34             | 2.08             | 1.87             | 1.89             | 1.72             | 1.82             | 1.85             | 2.18             | 2.14             |                  |
| Середньомісячна сонячна радіація, кДж/м²·день | 5207             | 7921             | 11603            | 16232            | 20297            | 22684            | 24320            | 21267            | 15791            | 10169            | 5634             | 4437             |                  |
| --------------------------------------------- | ---------------- | ---------------- | ---------------- | ---------------- | ---------------- | ---------------- | ---------------- | ---------------- | ---------------- | ---------------- | ---------------- | ---------------- | ---------------- |
| Джерело:                                      |                  |                  |                  |                  |                  |                  |                  |                  |                  |                  |                  |                  |                  |